# The Drawn and Quartered EP
The Drawn and Quartered EP è il primo EP della band Fair to Midland, ed anche il primo con la  Serjical Strike Records. Contiene due demo di inter.funda.stifle ed anche delle versioni live di due canzoni registrate al Granada Theater in Dallas, Texas il 12 maggio 2006. l'EP contiene anche un documentario sulla band intitolato "The Drawn & Quartered Kinescope".

## Tracce
1. Orphan Anthem '86 (Demo) – 5:04
2. Kyla Cries Cologne (Demo) – 3:02
3. A Seafarer's Knot (Live) – 4:55
4. Abigail (Live) – 3:10

- Video The Drawn and Quartered Kinescope - 12:10

## The Drawn and Quartered Kinescope
The Drawn and Quartered Kinescope è un documentario sulla band. Il video dura 12 minuti e 10 secondi, ed è stato prodotto, diretto e montato dalla Pomegranate Pictures. Contiene brevi interviste alla band e ai fan, tra cui alcune scene, tra cui live, sessioni in studio ed animazioni fatte da Armen Mirzaian, girate proprio nella città natale del gruppo, Sulphur Springs, Texas.

## Formazione
- Darroh Sudderth — voce
- Cliff Campbell — chitarra
- Jon Dicken — basso
- Brett Stowers — batteria
- Matt Langley — tastiera